# Chersodromia hackmani
Chersodromia hackmani är en tvåvingeart som beskrevs av Chvala 1977. Chersodromia hackmani ingår i släktet Chersodromia och familjen puckeldansflugor. Inga underarter finns listade i Catalogue of Life.